# جراهام سروودين
جراهام سروودين (بالإنجليزية: Graham Crowden)‏ هو ممثل بريطاني، ولد في 30 نوفمبر 1922 بإدنبرة في المملكة المتحدة، وتوفي بنفس المكان في 19 أكتوبر 2010.

## أعمال

### أفلام
- (1981) من أجل عينيك فقط[5][6][7]
- (1985) الخروج من إفريقيا[8][9][10]
- (1988) حفنة تراب

## وصلات خارجية
- جراهام سروودين على موقع IMDb (الإنجليزية)
- جراهام سروودين على موقع ألو سيني (الفرنسية)
- جراهام سروودين على موقع ميوزك برينز (الإنجليزية)
- جراهام سروودين على موقع ميوزك برينز (الإنجليزية)
- جراهام سروودين على موقع أول موفي (الإنجليزية)
- جراهام سروودين على موقع قاعدة بيانات الأفلام السويدية (السويدية)
- جراهام سروودين على موقع قاعدة بيانات الفيلم (الإنجليزية)
- جراهام سروودين على موقع كينوبويسك (الروسية)